# Hifiklub
Hifiklub és un grup occità de Toló (Provença) que es defineix com un col·lectiu de 'música lliure' principalment proposada en versió instrumental, o cantada en anglès i més recentment en cors amb els àlbums Vacanze In Pigna (2014) i Infernu (2017). Reivindica influències musicals molt variades com ara el rock o el blues. A més a més els socis d'Hifiklub connecten la seva creativitat musical amb un engatjament fort en altres dominis artístics com ara el cinema, el disseny i l'arquitectura.

## Socis
Els seus socis permanents són:
- Laugier, ço és Règis Laugier: baix i veu principal
- Benito, ço és Luc Benito: bateria i veu addicional
- Morcillo, ço és Nicolau Morcillo: guitarra i veu addicional

Un exsoci era Felip Dias, reemplaçat per Morcillo el 2007.
Els seus socis ocasionals són:
- Earl Slick
- Paulo Furtado
- Evil Eddy Jo
- Plain Jane
- Robert Aaron
- Michael Beckett
- Skerik

## Històric
El grup aparegué amb el seu projecte actual l'any 2006, succeint al grup Hi Fi Killers.
El primer volum del projecte d'Hifiklub, French Accent, el coproduïren el 2006 a Nova York al costat d'Earl Slick (artista solo i músic de David Bowie) i l'enregistraren amb la seva participació i també amb la de Paulo Furtado (The Legendary Tiger Man), Robert Aaron (Fischerspooner), Michael Beckett (Schneider TM) i prou altres.